# 楊世
楊 世（よう せい、? - 370年）は、前仇池の第7代君主。父は楊俊。弟は楊統。子は楊纂。

## 略歴
360年1月、父の楊俊が亡くなると、後を継いだ。東晋朝廷により、冠軍将軍・平羌校尉・武都郡太守に任じられ、仇池公に封じられた。
368年12月、征西将軍・秦州刺史に任じられ、弟の楊統は寧東将軍・武都郡太守に任じられた。楊世は前秦にも称藩の使者を送り、南秦州刺史に任じられた。
370年、楊世は亡くなった。子の楊纂が後を継いだが、楊統はこれを認めなかったので、前仇池は分裂した。